# Periplaneta savignyi
Periplaneta savignyi är en kackerlacksart som beskrevs av Krauss 1890. Periplaneta savignyi ingår i släktet Periplaneta och familjen storkackerlackor. Inga underarter finns listade i Catalogue of Life.